# Birsa (Bíblia)
Birsa foi um rei de Gomorra mencionado em Gênesis 14:2, onde fazia parte da coalizão militar de Bera, rei de Sodoma, Sinabe, rei de Admá, Belá, rei de Zoar (também chamdo de Quefalaque), e Semeber, rei de Zeboim, contra Quedorlaomer, rei de Elão, Anrafel, rei de Sinar, Tidal, rei de Goim, e Arioque, rei de Elasar, na Batalha de Sidim. Ele havia fugido junto com o rei de Sodoma da batalha após a derrota e cairam em muitas lonas de Sidim. Não há outras inscrições que definem a existência deste monarca, além da Bíblia.